# Sergio Sauca
Sergio Sauca Carrera (Madrid, 22 de enero de 1963) es un periodista español especializado en información deportiva.

## Biografía
Especializado en información deportiva, es licenciado en Periodismo por la Universidad Complutense de Madrid. Su primera experiencia laboral fue en Radio España en 1983, cuando aún no había finalizado sus estudios universitarios.
En 1987 ingresa en Televisión española, presentando el espacio Teledeporte. Posteriormente, entre 1990 y 1993, se hizo cargo de la información deportiva de la primera edición del Telediario.
Desde 1993 ha estado vinculado a la Liga de Campeones de fútbol, desarrollando labores de presentador, editor o comentarista de partidos. Entre otros eventos deportivos, ha realizado la cobertura de los Juegos Olímpicos de Barcelona 1992, Atlanta 1996, Atenas 2004, Pekín 2008, Londres 2012 y Río de Janeiro 2016, así como de los Campeonatos del Mundo de Fútbol de los Estados Unidos 1994, Francia 1998, Alemania 2006 y Sudáfrica 2010; las Eurocopas de Alemania 1988, Inglaterra 1996 y Bélgica-Países Bajos 2000 y de varias Copas Davis de tenis.
A partir de 1997 se encargó de presentar la franja de deportes del Telediario, en la edición de fin de semana, hasta septiembre de 2009. Desde entonces ha alternado la presentación de las ediciones de las 15:00h. y las 21:00 h.: de 2009 a 2012 el TD2 con Pepa Bueno, 2013-2018 TD1 con Ana Blanco y Pilar García Muñiz y a partir de 2018 el TD2 con Carlos Franganillo
Formó parte como presentador de los equipos de trabajo que consiguieron dos premios Ondas, en 1992 —con motivo de la cobertura de los Juegos Olímpicos— y en 2011, a los Servicios Informativos de TVE.
Es conocido también por sus incursiones en el mundo de la gastronomía, la viticultura y el habano. Ha participado en varios simposios y escrito numerosos artículos al respecto. 
En 2010 comenzó a participar en uno de los programas más importantes de la radio española No es un día cualquiera (en Radio Nacional de España)  dirigido y presentado por Pepa Fernández. Los primeros años habló de deportes, pero a partir de 2015 inició una sección sobre el mundo del vino. El nombre de "elsaUcacorchos" dio paso a esa sección radiofónica y a un grupo de actividades relacionadas con el mundo del vino, una de sus pasiones. Por su contribución a la cultura del vino fue nombrado en 2008 Sumiller de Honor de Castilla y León por la Asociación de Sumilleres de esta denominación de origen, una de las más importantes de España.
En 2010 fue elegido Caballero del Champagne en España, distinción que conceden las principales bodegas de Francia a quienes difunden la esencia y excelencia de esta bebida fuera del país. En 2017 recibió el premio Enoturista del año de la denominación de origen de Yecla, por el apoyo y promoción del vino de esa zona.
En 2019 fue nombrado embajador del Aceite de Oliva Virgen Extra por la Asociación de productores de AOVE de Jaén.
En 2017 nace el blog de vinos elsaUcacorchos -www.elsaucacorchos.com- y ese mismo año sus actividades vinícolas se amplían con el surgimiento de Canela Fina, un show gastronómico, vinícola, humorístico y musical. Canela fina lo forman el actor Juan Echanove, el chef David de Jorge, el humorista y creador Juan Carlos Ortega, el músico Pepe Begines -líder del grupo No me pises que llevo chanclas"- y Sergio Sauca, que forma parte del grupo como elsaUcacorchos, como divulgador del mundo del vino. Durante varios años Canela Fina recorrió teatros de toda España para disfrute de miles de espectadores que llenaron las salas. 
En el año 2014 comenzó a desarrollar el proyecto Wine Light Box (WLB), una caja de luz que permite analizar el vino desde el punto de vista de los valores cromáticos, los colores. En 2019 la WLB obtuvo el certificado de producto único concedido por la Oficina Europea de Patentes, que tiene efecto de exclusividad en España y otros 45 países de la Comunidad Europea.   
En 2010 fue nombrado Embajador del Habano, por su difusión y defensa de la cultura del cigarro habano. En este sentido es columnista habitual desde el año 2010 de la revista Mundo estanco.